# Foro Sub-Region
Foro Sub-Region är ett distrikt i Eritrea.   Det ligger i regionen Norra rödahavsregionen, i den centrala delen av landet, 60 km öster om huvudstaden Asmara.